# Hideo Gosha
Hideo Gosha (japanisch 五社 英雄; * 26. Februar 1929 in Tokio; † 30. August 1992) war ein japanischer Regisseur und Drehbuchautor.
Sein Hauptwerk sind historische Samurai-Filme. In Deutschland zu sehen war Tödliche Schatten (Jittemai) aus dem Jahre 1986. Für seinen Film Yokiro (international The Geisha) aus dem Jahre 1983 erhielt er 1984 den Japanese Academy Award. Ebenso 1993 für sein Lebenswerk.